# 劉政 (金朝)
刘政，洺州（治今河北省邯郸市永年区广府城）人，金朝政治人物。
劉政性情纯孝。母亲年老失明，每天用舌头舔母亲的眼睛，传说十余日后能视物。母亲得病，劉政昼夜侍侧，衣不解带，割股肉以治。母亲去世，负土起坟，安葬之日，飞鸟哀鸣，飞翔汇集丘木之间。他居墓侧庐居三年。被本州防御使举荐，被任命为太子掌饮丞。